# Örtaggsvamp
Örtaggsvamp (Auriscalpium vulgare) är en svampart som beskrevs av Gray 1821. Örtaggsvamp ingår i släktet Auriscalpium och familjen Auriscalpiaceae.  Arten är reproducerande i Sverige. Inga underarter finns listade i Catalogue of Life.
Den beskrevs för första gången 1753 av Carl von Linné som inkluderade den som medlem i släktet Hydnum, men den brittiska svampforskaren Samuel Frederick Gray upptäckte dess unika egenskaper och förde den år 1821 till släktet Auriscalpium som han definierade för denna art. Denna svamp har vid utbredning i Europa, Centralamerika, Nordamerika och den tempererade delen av Asien. Trots att den är vanlig gör dess ringa storlek och allmänna färger att den lätt förbises i de tallskogar där den växer. Örtaggsvamp räknas på grund av sin robusta byggnad vanligtvis inte som ätbar, men äldre litteratur berättar att den har använts som föda i Frankrike och Italien. 
Fruktkropparna växer på kottar eller kottrester som kan vara helt eller delvis nedbäddade i jorden. Den mörkbruna hatten på den lilla skedformade svampen är täckt av tunna hår och når en diameter av upp till 2 cm. På undersidan av hatten finns en tät rad av tandformade utväxter som är upp till 3 mm långa. Dessa är från början vitaktiga till lila-aktigt rosa och blir bruna allteftersom de åldras. Den mörka och håriga foten, upp till 55 mm lång och 2 mm tjock, sitter fast i kanten på hatten. Svampen ger ett vitt sporavtryck från den i stort sett sfäriska sporer. 
Hög fuktighet är viktigt för optimal utveckling av fruktkroppen och tillväxten hämmas om det är alltför ljust eller alltför mörkt. Fruktkroppen ändrar sin geotropiska reaktion tre gånger under sin utveckling så att tänderna till slut pekar nedåt och sporerna sprids så bra som möjligt. 

## Källor

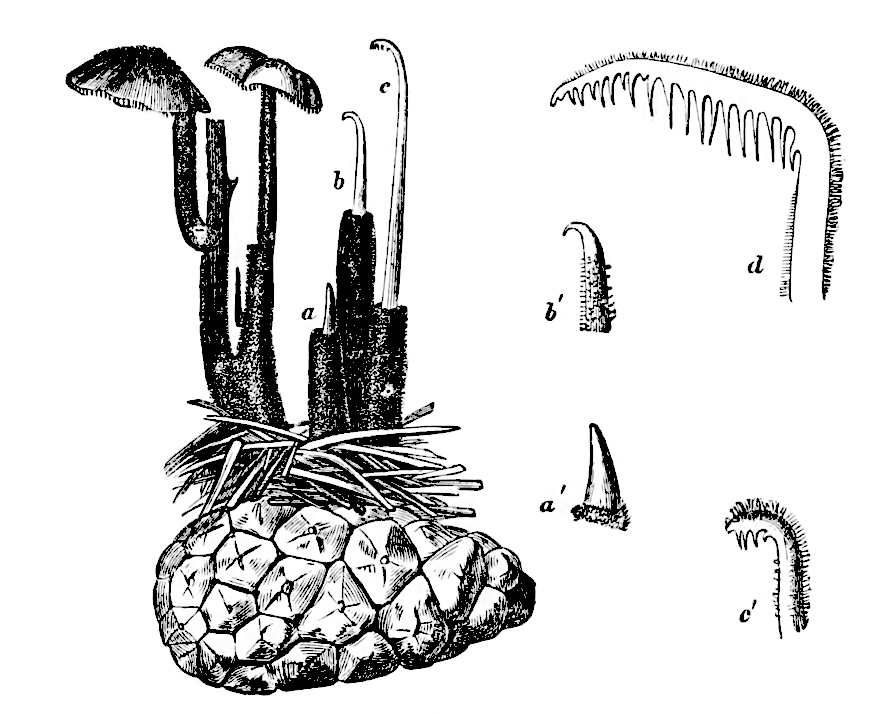
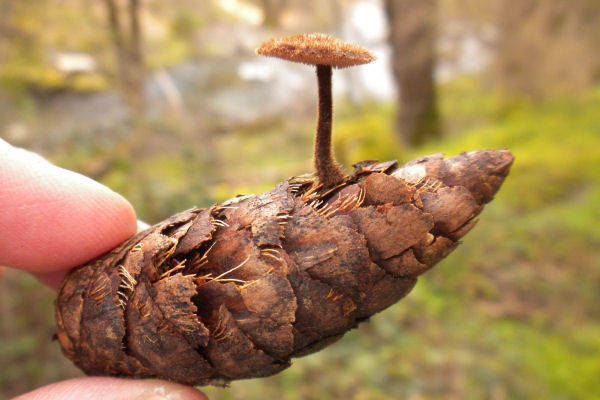
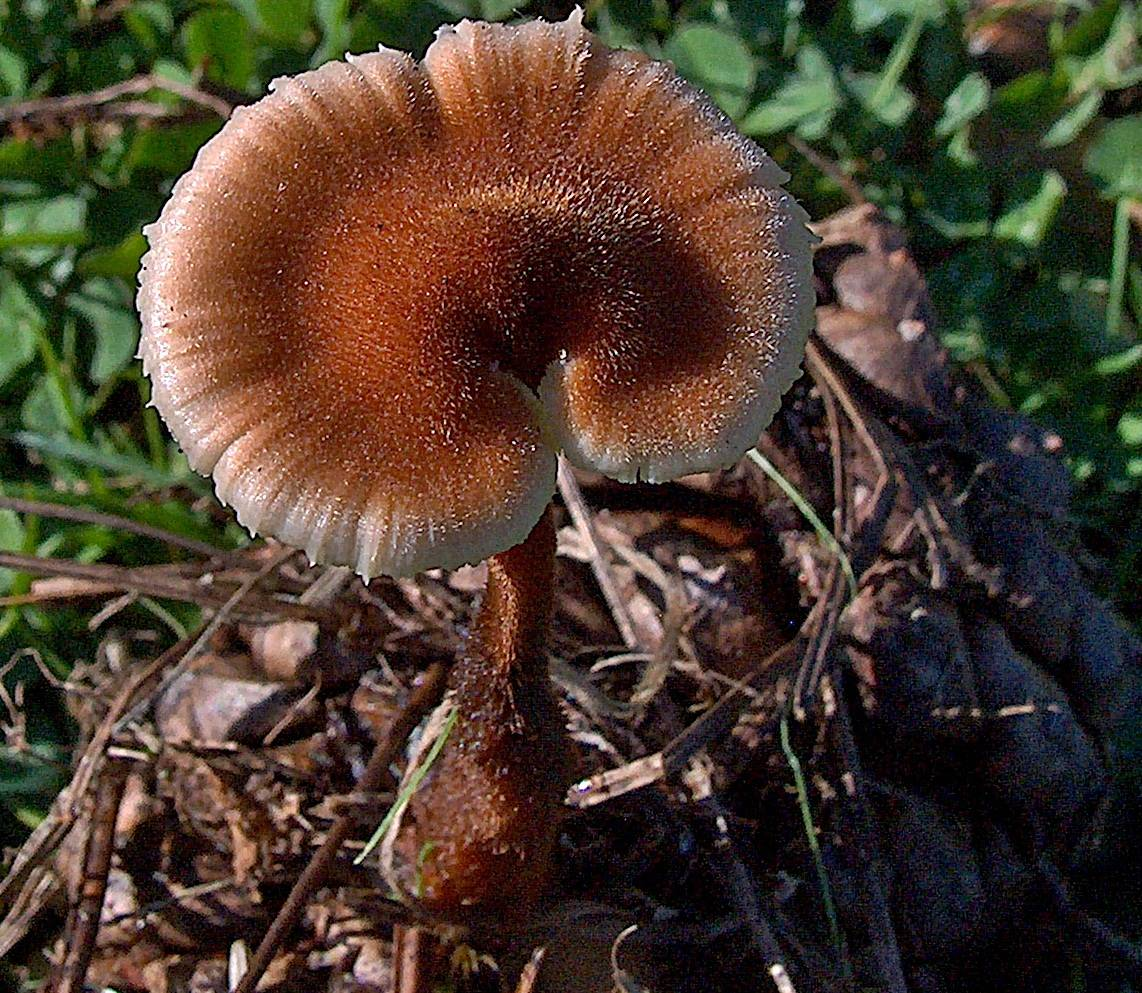
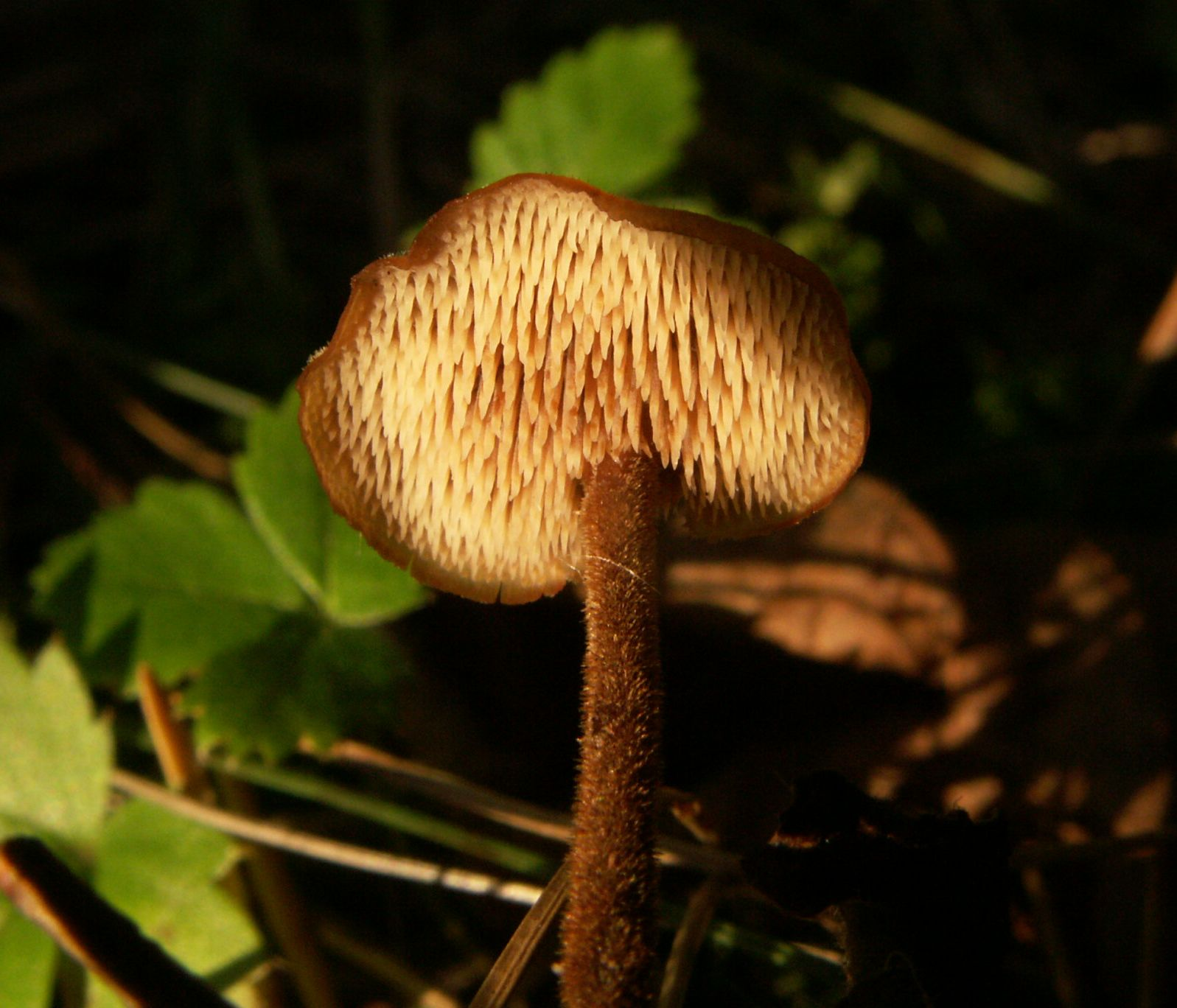